# Sweatsuit
Sweatsuit è un album del 2011 del rapper Nelly, che unisce i maggiori successi dei due album pubblicati nel 2008 Sweat e Suit in un unico CD. È stato pubblicato in tutto il mondo tranne che negli Stati Uniti, dove l'album è stato pubblicato con il nome Sweatsuit, ed è uscito solo nel 2011, ma con l'aggiunta di nuove tracce.

## Tracce

### Sweat / Suit
1. "My Place" (featuring Jaheim)
2. "Flap Your Wings" (produced by The Neptunes)
3. "Play It Off" (featuring Pharrell) (produced by The Neptunes)
4. "Na-Nana-Na" (featuring Jazze Pha) (Produced by Jazze Pha)
5. "Pretty Toes" (featuring Jazze Pha & T.I.) (produced by Jazze Pha)
6. "Getcha Getcha" (featuring Murphy Lee, Kyjuan & Ali)
7. "She Don't Know My Name" (featuring Snoop Dogg & Ron Isley)
8. "Tilt Ya Head Back" (featuring Christina Aguilera) (produced by Doe Mo' Beats)
9. "Nobody Knows" (featuring Anthony Hamilton)
10. "N Dey Say" (featuring Spandau Ballet) (produced by HSI Productions)
11. "In My Life" (featuring Avery Storm and Ma$e)
12. "Over and Over" (featuring Tim McGraw)

### Sweatsuit
1. Play It Off (featuring Pharrell) (produced by The Neptunes)
2. "My Place" (featuring Jaheim)
3. "Over and Over" (featuring Tim McGraw)
4. "Flap Your Wings"
5. "Pretty Toes" (featuring Jazze Pha & T.I.)
6. "She Don't Know My Name" (featuring Snoop Dogg & Ron Isley)
7. "Nobody Knows" (featuring Anthony Hamilton)
8. "Heart of a Champion" (featuring Lincoln University Vocal Ensemble)
9. "Na-Nana-Na" (featuring Jazze Pha)
10. "Getcha Getcha" (featuring St. Lunatics)
11. "River Don't Runnn" (featuring Murphy Lee & Stephen Marley)
12. "Playa" (featuring Mobb Deep & Missy Elliott)
13. "N Dey Say" (featuring Spandau Ballet)
14. "Fly Away"
15. "Grillz" (featuring Paul Wall & Ali & Gipp)
16. "Tired" (featuring Avery Storm)
17. "Nasty Girl" (Notorious B.I.G. featuring Diddy, Nelly, Jagged Edge, and Avery Storm)